# Arena van Lutetia

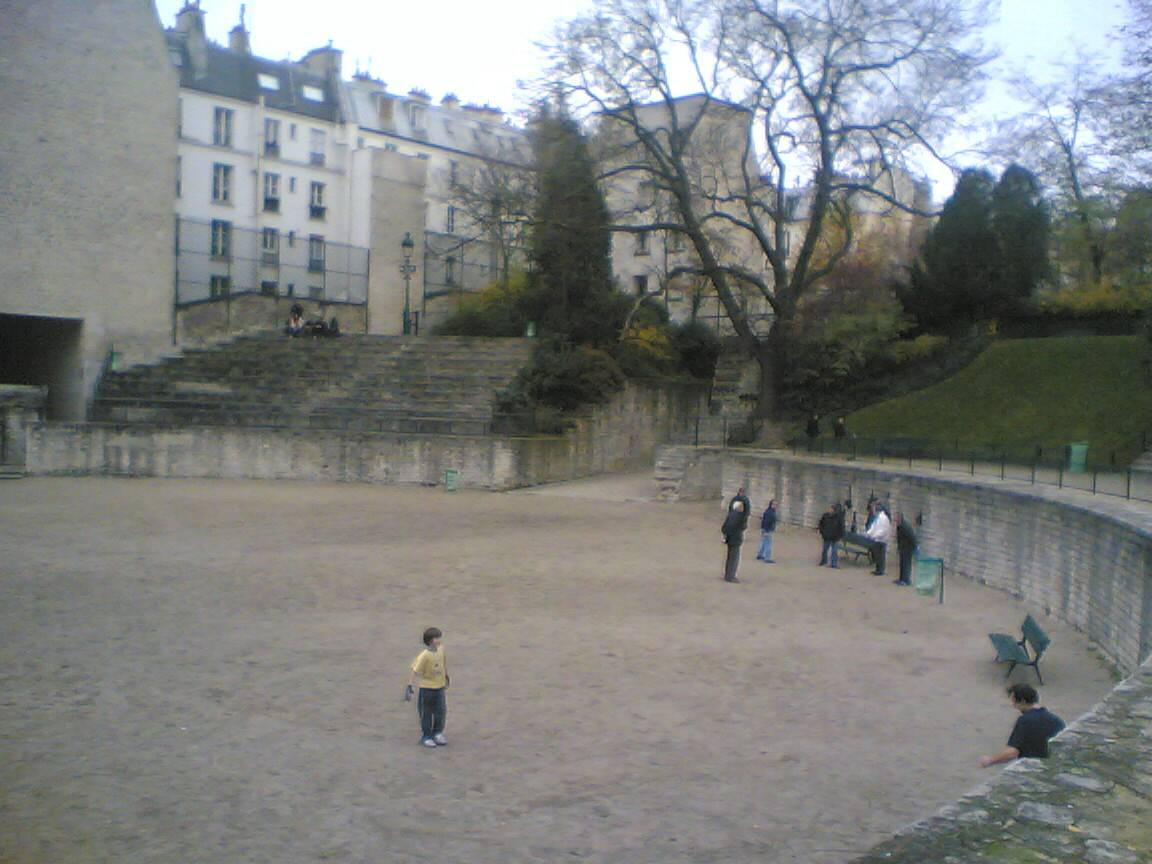
De arena tegenwoordig

De Arena van Lutetia (Frans:Arènes de Lutèce) is een amfitheater uit de Romeinse tijd in Lutetia, het huidige Parijs in Frankrijk.

## Het amfitheater
Het amfitheater is gebouwd in de 1e eeuw n.Chr. en geldt als het oudst bewaard gebleven gebouw van Parijs. De Arena van Lutetia heeft een afwijkend ontwerp van de standaard Romeinse amfitheaters. De tribunes stonden voor meer dan de helft van de omtrek van het gebouw om de arena heen, terwijl aan een van de lange zijden een 41,2 meter lang podium was gebouwd. Hierdoor konden er naast de gladiatorengevechten ook theatervoorstellingen worden gegeven. Dit type amfitheater kwam ook op enkele andere plaatsen in Gallië voor, maar de Arena van Lutetia was waarschijnlijk de grootste in zijn soort.
De tribunes boden plaats aan ongeveer 17.000 toeschouwers, die door 41 ingangen naar binnen konden. De verzonken arena van het amfitheater was omgeven door een 2,5 meter hoge muur. Vijf kleine opslagruimten gaven direct toegang tot de arena. Drie hiervan werden mogelijk gebruikt voor het stallen van de roofdieren die ingezet werden tijdens de venationes. Net als bij het Colosseum in Rome beschikte de Arena van Lutetia over een groot zeil dat over de tribunes kon worden gespannen om de bezoekers te beschermen tegen de zon.
Nadat Lutetia in 280 door barbaarse stammen was geplunderd, werden stenen van het amfitheater gebruikt om de stadsmuren van het Île de la Cité te versterken. De oever van de Seine waar het amfitheater stond werd verlaten en het amfitheater raakte buiten gebruik. In de middeleeuwen werd het gebruikt als begraafplaats en tijdens de bouw van nieuwe stadsmuren rond 1210 verdween het geheel onder de grond.

## Opgraving en restauratie
Honderden jaren later wist niemand meer precies waar de arena precies had gestaan, hoewel de wijk altijd de naam "Les Arènes" had gehouden. In de jaren 1860 werd het amfitheater weer teruggevonden, toen men met de aanleg van de Rue Monge bezig was en op de plaats van het amfitheater een tramremise wilde gaan bouwen. Op initiatief van schrijver Victor Hugo werd het comité La société des Amis des Arènes opgericht, dat deze archeologische schat wilde redden. Na de afbraak van de Abdij van de dochters van Jezus Christus kwam een derde deel van het amfitheater weer bovengronds. De gemeente liet vervolgens de Arena restaureren en inrichten als een openbaar plein. Dit werd in 1896 geopend. Nadat in 1916 de tramlijnen en de remise werden afgebroken werd de arena nog verder opgegraven en gerestaureerd. Een deel van de tribunes tegenover het podium ging echter verloren tijdens de bouw van enkele huizen langs de Rue Monge.

## Restanten
Een groot deel van de fundering van het podium is bewaard gebleven en de negen nissen hiervan zijn nog duidelijk zichtbaar. Ook de kooien van de arena bestaan nog, de stenen tribunes zijn echter niet origineel en zijn tijdens de restauratie op de oude fundamenten herbouwd.